# Holger Hitgen
Holger Hitgen (* 1966) ist ein deutscher Vorderasiatischer Archäologe.
Holger Hitgen studierte Klassische Archäologie, Alte Geschichte sowie Vor- und Frühgeschichte an den Universitäten Hamburg, Neapel und München. 1993 beendete er sein Studium als Magister und wurde Teilhaber einer Grabungsfirma in München. 1996 wurde er Wissenschaftliche Hilfskraft an der Außenstelle Sanaa der Orientabteilung des Deutschen Archäologischen Instituts. Dort nahm er an vielen Ausgrabungen teil. 1997/98 leitete er die Ausgrabungen der Nekropole des Awam-Tempels in Ma'rib, seit 1998 auf dem Jabal al-'Awd sowie 2003 im Wadi Gufaina.
Mit Julia Thielebein entwickelte er ein Konzept, um aus einheimischen Jemeniten kompetente Reiseführer zu machen und der ärmlichen Region Marib auch wirtschaftlich und touristisch zu helfen. Für die 2009/10 im Vorderasiatischen Museum Berlin durchgeführte Sonderausstellung AltSüdArabische Altertümer bildete er mit Iris Gerlach und Ralf-Bernhard Wartke den wissenschaftlichen Beirat. Hitgen beschäftigt sich neben der Feldarchäologie der historischen Zeit sowie kunsthistorischen Fragestellungen vor allem mit den Kontakten zwischen Südarabien und dem Mittelmeerraum.

## Publikationen
- mit Rémy Crassard, Iris Gerlach: Rescue excavations along the Yemen LNG pipeline from Marib to Balhaf. Yemen LNG Company, Sanaa 2008.
- mit Marcos Puig-Abbs: Marib. Archäologische Touristenbroschüre. Ministerium für Kultur und Tourismus der Arabischen Republik Jemen, Sanaa 2005.
- mit Iris Gerlach: Das Reich von Saba. In: F. Zimmer (Red.): Die griechische Klassik. Idee oder Wirklichkeit. Eine Ausstellung im Martin-Gropius-Bau, Berlin, 1. März – 2. Juni 2002 und in der Kunst- und Ausstellungshalle der Bundesrepublik Deutschland, Bonn, 5. Juli – 6. Oktober 2002. von Zabern, Mainz 2002, ISBN 3-8053-2854-0, S. 141 ff.
- mit Ricardo Eichmann: Marib, Hauptstadt des Sabäischen Reiches. In: Iris Gerlach (Hrsg.): 25 Jahre Ausgrabungen und Forschungen im Jemen. 1978–2003. = 25 Years Excavations and Research in Yemen (= Hefte zur Kulturgeschichte des Jemen. 1, ZDB-ID 2466587-3). Deutsches Archäologisches Institut, Sanaa 2003, S. 52–61.
- Die sabäische Totenstadt am Almaqah-Tempel von Awām in Mārib. In: Wilfried Seipel (Hrsg.): Jemen. Kunst und Archäologie im Land der Königin von Saba. Skira, Mailand 1998, ISBN 88-8118-464-8, S. 247–249.

## Belege
1. ↑  Fiona Ehlers: Wild in der Wüste. Global Village: Aus Entführern werden Fremdenführer - wie im Jemen Stammessöhne umgeschult werden. In: Der Spiegel 2/2007; Susanne Sporrer: Stammeskrieger als Touristenführer
2. ↑  Sonderausstellung: AltSüdArabische Altertümer (Memento vom 30. Juli 2012 im Webarchiv archive.today)

| Personendaten    | Personendaten                          |
| ---------------- | -------------------------------------- |
| NAME             | Hitgen, Holger                         |
| KURZBESCHREIBUNG | deutscher Vorderasiatischer Archäologe |
| GEBURTSDATUM     | 1966                                   |